# Епархия Линца

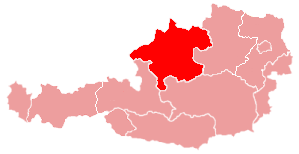
Карта расположения епархии Линца

Епархия Линца (лат. Dioecesis Sideropolitana) — епархия Римско-католической церкви с центром в городе Линц, Австрия. Епархия Линца входит в архиепархию Вены. Кафедральным собором епархии Линца является собор Непорочного зачатия Пресвятой Девы Марии.

## История
28 января 1785 года Святой Престол учредил епархию Линца, выделив её из епархии Пассау.

## Ординарии епархии
- епископ Эрнест Иоганн Непомук фон Хербштайн (1.01.1785 — 17.03.1788);
- епископ Иосиф Антон Галль (9.05.1788 — 18.06.1807);
- епископ Сигизмунд Эрнст фон Хоэнварт (1809 — 22.04.1825);
- епископ Грегориус Томас Циглер (25.06.1827 — 15.04.1852);
- епископ Франц Йозеф Рудигер (19.12.1852 — 29.11.1884);
- епископ Эрнест Мария Мюллер (17.02.1885 — 28.09.1888);
- епископ Франц фон Залес Мария Доппельбауэр (17.12.1888 — 2.12.1908);
- епископ Рудольф Хиттмайр (17.03.1909 — 5.03.1915);
- епископ Йоханнес Эвангелист Мария Гфёлльнер 16.07.1915 — 3.06.1941);
- епископ Йозеф Калазанц Флисер (11.05.1946 — 1.01.1956);
- епископ Франц Залес Цаунер (1.01.1956 — 15.08.1980);
- епископ Максимилиан Айхерн (15.12.1981 — 18.05.2005);
- епископ Людвиг Шварц (6.07.2005 — 18.11.2015);
- епископ Манфред Шойер[нем.] (18.11.2015 — по настоящее время).

## Источник
- Annuario Pontificio, Libreria Editrice Vaticana, Città del Vaticano, 2003, ISBN 88-209-7422-3